# Rio Curmătura (Sitna)
O Rio Curmătura (Sitna) é um rio da Romênia, afluente do Sitna, localizado no distrito de Botoşani.